# Comune distrettuale di Tauragė
Il comune distrettuale di Tauragė è uno dei 60 comuni della Lituania, situato nella regione della Samogizia.